# Aire d'attraction de Saint-Gaudens
L'aire d'attraction de Saint-Gaudens est un zonage d'étude défini par l'Insee pour caractériser l’influence de la commune de Saint-Gaudens sur les communes environnantes. Publiée en octobre 2020, elle se substitue à l'aire urbaine de Saint-Gaudens, qui comportait 40 communes dans le dernier zonage qui remontait à 2010.

## Définition
L’aire d’attraction d'une ville est composée d’un pôle, défini à partir de critères de population et d’emploi ainsi que d’une couronne constituée des communes dont au moins 15 % des actifs travaillent dans le pôle. Le pôle d’attraction constitue ainsi un point de convergence des déplacements domicile-travail,.

## Type et composition
L’aire d'attraction de Saint-Gaudens est une aire inter-départementale qui comporte 85 communes : 83 situées dans la Haute-Garonne et 2 dans les Hautes-Pyrénées (Mazères-de-Neste et Tibiran-Jaunac).
Elle est catégorisée dans les aires de moins de 50 000 habitants, une catégorie qui regroupe 16,6 % de la population d'Occitanie et 12,2 % au niveau national.

### Carte

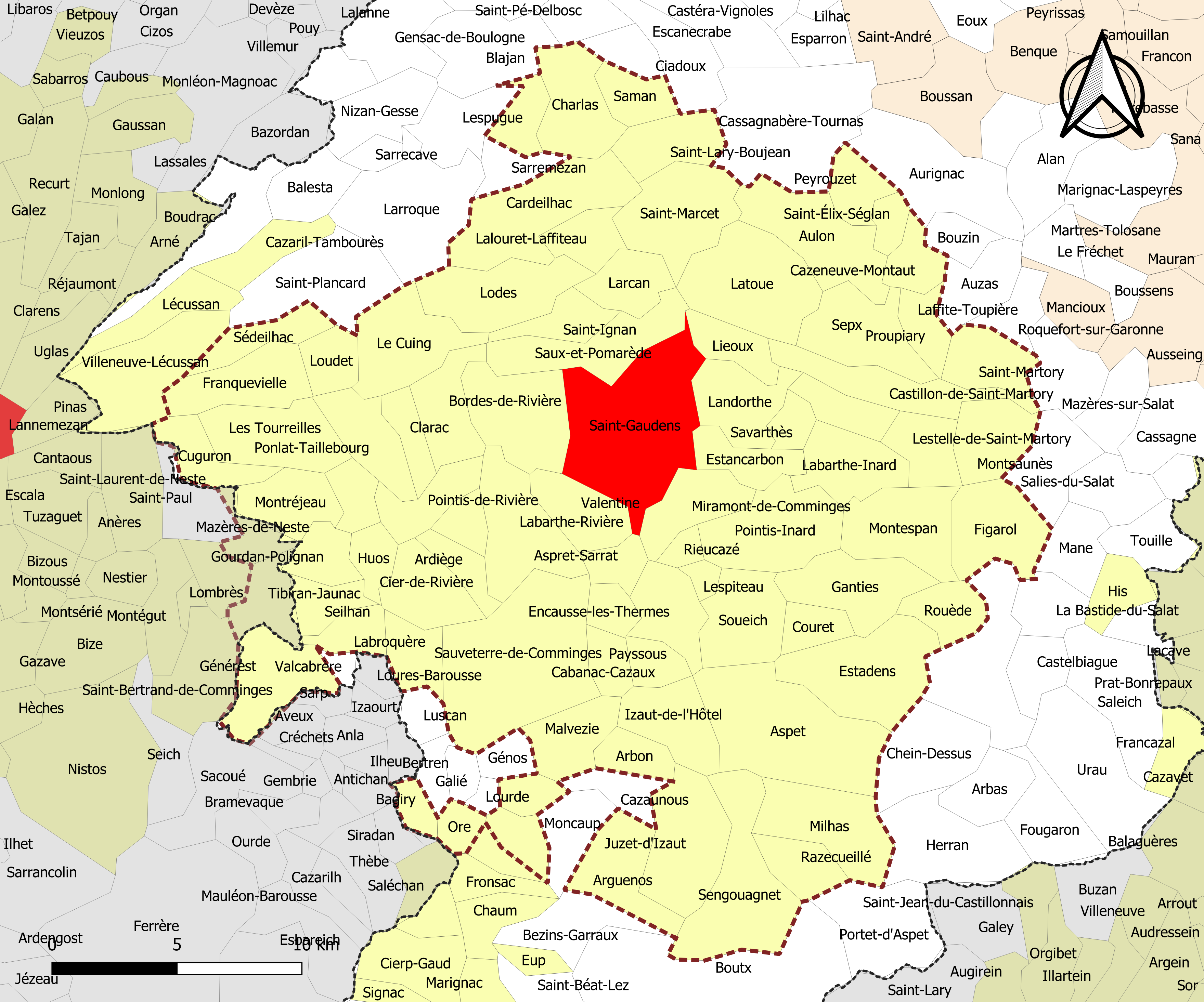
Carte de l'aire d'attraction de Saint-Gaudens.
Commune-centre
Commune de la couronne

### Composition communale
| Catégorie               | Département     | Communes | Communes |
| Catégorie               | Département     | Nombre   | Libellé |
| ----------------------- | --------------- | -------- | --- |
| Commune-centre          | Haute-Garonne   | 1        | Saint-Gaudens. |
| Communes de la couronne | Haute-Garonne   | 82       | Antichan-de-Frontignes, Arbon, Ardiège, Arguenos, Arnaud-Guilhem, Aspet, Aspret-Sarrat, Aulon, Ausson, Bagiry, Barbazan, Beauchalot, Bordes-de-Rivière, Cabanac-Cazaux, Cardeilhac, Castillon-de-Saint-Martory, Cazeneuve-Montaut, Charlas, Cier-de-Rivière, Clarac, Couret, Cuguron, Le Cuing, Encausse-les-Thermes, Estadens, Estancarbon, Figarol, Franquevielle, Ganties, Gourdan-Polignan, Huos, Izaut-de-l'Hôtel, Juzet-d'Izaut, Labarthe-Inard, Labarthe-Rivière, Labroquère, Lalouret-Laffiteau, Landorthe, Larcan, Latoue, Lespiteau, Lespugue, Lestelle-de-Saint-Martory, Lieoux, Lodes, Loudet, Malvezie, Martres-de-Rivière, Milhas, Miramont-de-Comminges, Montespan, Montréjeau, Ore, Payssous, Peyrouzet, Pointis-de-Rivière, Pointis-Inard, Ponlat-Taillebourg, Proupiary, Razecueillé, Régades, Rieucazé, Rouède, Saint-Bertrand-de-Comminges, Saint-Élix-Séglan, Saint-Ignan, Saint-Lary-Boujean, Saint-Marcet, Saint-Médard, Saint-Pé-d'Ardet, Saman, Sauveterre-de-Comminges, Saux-et-Pomarède, Savarthès, Sédeilhac, Seilhan, Sengouagnet, Sepx, Soueich, Les Tourreilles, Valentine, Villeneuve-de-Rivière. |
| Communes de la couronne | Hautes-Pyrénées | 2        | Mazères-de-Neste, Tibiran-Jaunac. |